# SPD Lippe
Die SPD Lippe war die Landesorganisation der SPD im Fürstentum Lippe bzw. im Freistaat Lippe bis 1933 und im Land Lippe von 1945 bis 1947. Seit der Eingliederung des Landes Lippe in das Land Nordrhein-Westfalen als Kreis Lippe ist die SPD Lippe dessen Kreisverband.

## Geschichte

### Im Kaiserreich
Im Rahmen des Wahlkampfes zur Reichstagswahl 1878 fand im Februar 1878 in Schötmar eine erste sozialdemokratische Kundgebung statt, bei der ein sozialdemokratischer Agitator namens Oehme von hunderten von Menschen sprach. Einen eigenen Kandidaten stellte die Sozialdemokraten im Wahlkreis des Fürstentums Lippe jedoch nicht, wohl aber in den Nachbarwahlkreisen. Die Zahl der Sozialdemokraten im Fürstentum lag damals unter 20. Das Sozialistengesetz von 1878 schränkte die Organisation der Sozialdemokraten ein, konnte aber nicht verhindern, dass sozialdemokratisches Gedankengut an Zustimmung gewann. Bei der Reichstagswahl 1881 kandidierte erstmals der Gastwirt Strothmann aus Lemgo, der der SPD nahe stand im Reichstagswahlkreis Fürstentum Lippe. Er erhielt gerade einmal 130 Stimmen. Auch 1884 kandidierte Strothmann erfolglos. 1887 und 1890 kandidierte der Zigarrenarbeiter Alwin Kerrl aus Bremen erfolglos für die lippische SPD für den Reichstag. Allerdings hatten sich 1887 bereits 400 Wähler für die SPD ausgesprochen. Nachdem der Antrag auf Zulassung eines Lippischen Arbeiter-Wahlvereins von der lippischen Regierung abgelehnt worden war, wurden 1889 in vielen Orten Zahlstellen, Unterstützungs- und Branchenvereine gegründet, die die organisatorische Basis der Sozialdemokraten im Vorfeld der Reichstagswahl 1890 bildete. Bei der Wahl erhielt man 1533 Stimmen oder 7,5 % Stimmenanteil. Mit dem Ende des Sozialistengesetzes bestand in vielen Orten des Fürstentums lokale Vereine, der künftigen SPD. Die lippische Regierung legte dem Landtag ein neues Vereinsgesetz vor, das der Landtag Lippe am 23. Februar 1891 annahm. Es schränkte die Betätigung der SPD ein und regelte Anmelde- und Überwachungsregeln für politische Parteien.
Bei der Landtagswahl in Lippe 1892 war mit Leopold Schnitger erstmals ein Sozialdemokrat erfolgreich. Schnitger war bereits vorher als Linksliberaler Landtagsabgeordneter gewesen und hatte sich der SPD zugewandt. Auch bei den folgenden Wahlen stiegen die Stimmanteile der Sozialdemokraten beständig, ohne dass es zu einem Mandatsgewinn reichte. Grund war das Dreiklassenwahlrecht für den Landtag. Bei der Landtagswahl in Lippe 1900 gelang der SPD ein Durchbruch: Mit Max Obier, August Schmuck, Clemens Becker und Karl Becker zogen gleich vier Sozialdemokraten in den Landtag ein. In den Folgejahren zeigten sich die Liberalen geschlossener und die SPD büßte Mandate ein.
Organisatorisch war die SPD seit 1904 in Bezirke gegliedert. Das Fürstentum Lippe gehörte zum „Bezirk östliches Westfalen und die lippischen Fürstentümer“. Der erste Bezirksparteitag fand 1904 in Salzuflen statt. Sitz des Bezirks war Bielefeld.

### In der Weimarer Republik

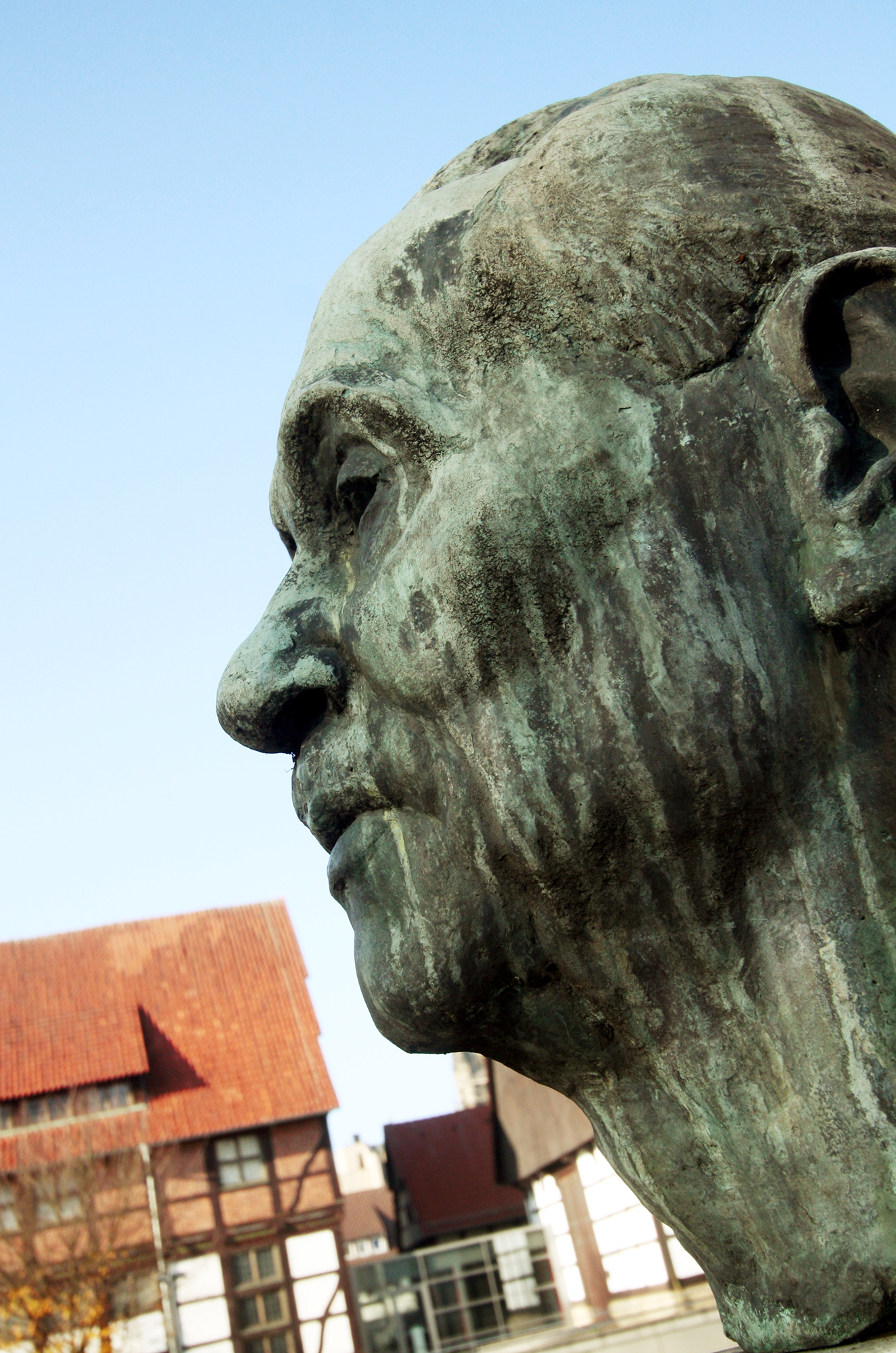
Heinrich Drake, Denkmal (Metallbüste) in Detmold

1918 führte die Novemberrevolution auch zu einer Umwälzung im Fürstentum Lippe. Am 8. November erreichten meuternde Matrosen Detmold. Die fürstliche Regierung suchte die Unterstützung der Sozialdemokraten für einen geordneten Übergang und die Sicherung der Stabilität. In der Folge bildete sich der Volks- und Soldatenrat in Lippe. Dieser bestand aus dem Volksrat, der aus 3 liberalen und 6 sozialdemokratischen Politikern bestand und dem gleich großen Soldatenrat. Siehe auch die Liste der Mitglieder des Volks- und Soldatenrates. Im Gegensatz zu den Arbeiter- und Soldatenräten in anderen Teilen Deutschlands, die nur aus Sozialisten bestanden, war der Volks- und Soldatenrat als Vertretung des Volkes, also der demokratischen Parteien gedacht und praktiziert. Dennoch war der Volks- und Soldatenrat gemäß der Machtsituation von den Sozialdemokraten beherrscht. Vorsitzender war Clemens Becker, Schriftführer Heinrich Drake, beide SPD.
Die Landtagswahl in Lippe 1919 führte zu einer absoluten Mehrheit für die SPD mit 50,1 % der Stimmen. Auch wenn die SPD eine absolute Mehrheit erhalten hatte, bildete sie mit der DDP eine Koalition die am 12. Februar 1919 das erste Landespräsidium (Clemens Becker (SPD), Adolf Neumann-Hofer (DDP), Heinrich Drake (SPD)) bildete.
Die Landtagswahl in Lippe 1921 führte zu einem Absturz der SPD. Sie büßte 17,4 Prozentpunkte ein und erhielt nur noch 32,7 % der Stimmen. Die Koalition wurde um die DVP erweitert und Drake blieb im Amt. Die folgenden Jahre waren eine Phase der Stabilität für das Land und die Partei. Die Koalition wurde auch in den Wahlen 1925 und 1929 bestätigt, die SPD konnte in beiden Wahlen zulegen und Drake führte den Freistaat Lippe bis 1933.
Die Landtagswahl in Lippe 1933 stand im Scheinwerferlicht der Weltöffentlichkeit. Bei der Reichstagswahlen am 6. November 1932 hatten die Nationalsozialisten spürbare Stimmenverluste erlitten. Sie erklärten die Landtagswahl in Lippe zu einem Test für die Stimmung in der Bevölkerung und betrieben einen – gemessen an der Größe des Landes – sehr aufwändigen Wahlkampf mit Auftritten aller führenden Nazis. Die Kampagne zeigte Wirkung: Die demokratischen Parteien erlitten schwere Verluste, die KPD gewann hingegen 5 %, die NSDAP 36,1 %. Die SPD war mit 30,1 % zum ersten Mal nur zweitstärkste Partei geworden.

### Verbot der SPD 1933
Im Zuge der Gleichschaltung der Länder mit dem Reich wurde der Landtag auf Basis der Ergebnisse der Reichstagswahl vom März 1933 Anfang April 1933 neu gebildet. Rechtsgrundlage war das Gleichschaltungsgesetz in Verbindung mit dem lippischen Ausführungsgesetz hierzu vom 3. April 1933. Der Landtag wurde durch dieses Gesetz auf 17 Mitglieder verkleinert. Hiervon entfallen 10 auf die NSDAP, 5 auf die SPD und je einer auf DNVP und KPD. Aufgrund des Verbotes der KPD entfiel dessen Sitz. An der konstituierenden Sitzung konnte zum letzten Mal ein Abgeordneter der SPD teilnehmen. Danach wurde den SPD-Abgeordneten der Zutritt zum Landtag verweigert, bis die SPD am 22. Juni 1933 im Reich und am 23. Juni 1933 in Lippe verboten wurde.

### Land Lippe
Nach dem Zweiten Weltkrieg und dem Ende der NS-Diktatur bildete sich auch in Lippe die SPD neu. Die britische Militärregierung setzte Heinrich Drake als Landespräsident ein. Er war in dieser Funktion auch für Schaumburg-Lippe zuständig. Im ernannten Landesrat (Lippe) waren drei Sozialdemokraten vertreten, im ernannten Landtag 13 von 31. Anfang 1947 wurde der Freistaat Lippe Teil von Nordrhein-Westfalen.

### Kreis Lippe
Die bisherige lippische SPD wurde mit der Eingliederung des Landes zu dem Unterbezirk der SPD für den Kreis Lippe.

## Personen

### Abgeordnete
| Name                  | 1919            | 1921              | 1925              | 1929              | 1933 |
| --------------------- | --------------- | ----------------- | ----------------- | ----------------- | ---- |
| Hermann Albert        |                 | X                 |                   |                   |      |
| Clemens Becker        | X               |                   |                   |                   |      |
| Auguste Bracht        | X               |                   |                   |                   |      |
| August Brauns         | X               | X                 |                   |                   |      |
| Heinrich Diestelmeier |                 | X                 | X                 | X                 | X    |
| Heinrich Drake        | Landespräsidium | Landespräsidium   | Landespräsidium   | Landespräsidium   | X    |
| Heinrich Ellerbrok    |                 |                   |                   | X                 |      |
| Emil Feldmann         |                 |                   |                   |                   | X    |
| Simon Grothof         |                 | X                 | X                 |                   |      |
| Christian Hoppenstock | X               |                   |                   |                   |      |
| Heinrich Klaus        | X               |                   |                   |                   |      |
| Marie Kraft           |                 | X                 | X                 |                   |      |
| Ernst Kuhlemann       | X               | X                 | X                 |                   | X    |
| August Linne          |                 |                   | X                 | X                 | X    |
| Wilhelm Mademann      | X               |                   |                   | Landtagspräsident |      |
| Wilhelm Meier         | X               | Landtagspräsident | Landtagspräsident | Landtagspräsident |      |
| Heinrich Mesch        | X               |                   |                   |                   |      |
| Wilhelm Mellies       |                 |                   | X                 | Landtagspräsident | X    |
| Heinrich Pieper       | X               |                   |                   |                   |      |
| Konrad Potthast       |                 |                   | X                 | X                 |      |
| Luise Rinsche         |                 |                   |                   | X                 |      |
| Heinrich Saake        | X               |                   |                   |                   |      |
| August Schmuck        | X               | Landespräsidium   | X                 | X                 |      |
| Wilhelm Schröder      |                 |                   |                   |                   | X    |
| Albert Schütte        | X               |                   |                   |                   |      |
| Wilhelm Schulte       |                 |                   |                   |                   | X    |
| August Tölle          | X               | X                 | X                 | X                 |      |
| Heinrich Waldvogt     |                 |                   |                   | X                 | X    |
| August Wehrmann       |                 | X                 |                   |                   |      |
| Friedrich Winter      |                 |                   |                   | X                 | X    |

## Sozialökonomische Struktur der Abgeordneten der SPD im Landtag in der Weimarer Republik
In der SPD-Fraktion war 1919 bis 1932 immer genau eine Frau vertreten. Der Frauenanteil der Abgeordneten betrug je nach Größe der Fraktion zwischen 6,7 % und 9,1 %. Die weitaus überwiegende Zahl der Abgeordneten stammte aus den Städten. Am deutlichsten war dies in der Landtagswahl 1919 mit 13 Abgeordneten aus den Städten zu 2 Abgeordneten des Landes. Dieses Ungleichgewicht reduzierte sich im Laufe der Zeit. 1929 stammten schon 41,7 % der Abgeordneten (5 von 12) aus den Landgemeinden. Nach Berufsgruppen ergab sich folgende Verteilung:
| Berufsgruppe                               | 1919 | 1921 | 1925 | 1929 | 1933 |
| ------------------------------------------ | ---- | ---- | ---- | ---- | ---- |
| Selbstständige                             | 2    | 1    | 1    | 1    | 1    |
| Beamte                                     | 0    | 0    | 1    | 1    | 1    |
| Angestellte                                | 4    | 4    | 5    | 5    | 4    |
| Davon Partei- und Gewerkschaftsfunktionäre | 1    | 2    | 2    | 2    | 2    |
| Arbeiter                                   | 8    | 4    | 2    | 2    | 3    |
| Sonstige                                   | 1    | 2    | 2    | 3    | 1    |